# Вікова структура популяції
Вікова структура популяції— розподіл особин популяції за віком. Це найважливіша складова структури популяції.

## Вікова структура популяційрослин
У популяціях багаторічних рослин всі особини характеризуються набором біоморфних ознак, які визначають їх вікову диференціацію. Для популяційних досліджень набагато більше значення має визначення вікових станів (біологічний вік), ніж абсолютного віку (календарний вік). На підставі комплексу якісних ознак в онтогенезі рослин виділяють 4 періоди і максимум 11 вікових станів:
І) латентний (насіння) — характеризується тривалим зберіганням, становить найдинамічніший резерв популяції;
ІІ) прегенеративний (проростки, ювенільні, іматурні, віргінільні) — розвиток рослин до появи генеративних пагонів;
ІІІ) генеративний (молоді, середні, старі) — утворення генеративних пагонів;
IV) сенільний (субсенільні, сенільні, відмираючі) — спрощення життєвих форм і відмирання.
Процеси новоутворення і накопичення енергії переважають до середнього генеративного стану, а після — процеси відмирання і втрати енергії.
Вікова структура є однією з найважливіших ознак популяції . Віковий спектр відображає життєвий стан виду в ценозі, а також такі важливі процеси, як інтенсивність відтворення, рівень смертності, швидкість зміни поколінь. Від цієї сторони структурної організації залежить здатність популяційної системи до самопідтримання та ступінь її стійкості до впливу негативних факторів середовища в тому числі й антропогенного пресу. Також він характеризує етап розвитку популяції (віковість), а отже, й перспективи розвитку в майбутньому.

### Типи популяцій
Існує три основні типи популяцій залежно від етапу:
- інвазійний — популяція ще нездатна до самопідтримання, залежить від занесення насіння ззовні, складається переважно з прегенеративних особин,
- нормальний — відбувається самопідтримання, в основному переважають генеративні рослини,
- регресивний — втрата здатності самопідтримання, переважають постгенеративні.

Серед нормальних є повночлені і неповночлені, якщо відсутні якісь вікові групи, найчастіше через перерви «інспармації», вимирання певних вікових груп, чи фактори внутрішнього порядку, які контролюють розвиток самої популяції. При переважанні у віковому спектрі нормальної популяції особин певної вікової групи виділяють молоді, зрілі, старіючі та старі.

### Базові вікові спектри
При досить повній уяві про біологію і еколого-фітоценотичну приуроченість виду виділяють базові вікові спектри (модальні характеристики нормальних популяцій які знаходяться в рівноважному стані). Існує чотири основні типи, які вирізняють за положенням абсолютного максимуму в спектрах вікових станів:
І тип — повне переважання молодих особин;
ІІ — генеративних;
ІІІ — старих генеративних або сенільних;
IV- визначається двома піками на старій і молодій частинах популяції (бімодальний).